# Meroscelisus apicalis
Meroscelisus apicalis là một loài bọ cánh cứng trong họ Cerambycidae.